# Александър Ипсиланти
Александър Ипсиланти (на гръцки: Αλέξανδρος Υψηλάντης) е ръководител на гръцката националноосвободителна организация Филики Етерия, офицер, генерал-майор от Руската императорска армия.

## Биография
Александър Ипсиланти е роден на 12 декември 1792 г. в Цариград. Семейството е на фанариоти от политически активния род Ипсиланти. Внук на Александър Ипсиланти Стария и син на Константин Ипсиланти, които са васални на Османската империя князе на княжество Влахия. След свалянето от Османската империя на Константин Ипсиланти с началото на руско-турска война (1806 – 1812), семейството емигрира в Русия и се заселва в град Киев (1806).
Александър Ипсиланти се ориентира към военното поприще и постъпва в Руската императорска армия (1808). Участва в отразяването на нашествието на Наполеон Бонапарт в Русия. Бие се храбро при Клястици и Полоцк. Военно звание подполковник от 1813 г. Участва във войната на шестата коалиция срещу Франция. Проявява се в битката при Бауцен. След раняване в битката при Дрезден губи лявата си ръка (1813). Повишен е във военно звание полковник и е награден със Златно оръжие „За храброст“. Адютант на император Александър I (1816), командир на бригада от I Хусарска дивизия (1817). Повишен е във военно звание флигел-адютант (1816) и генерал-майор (1817).
Постъпва в гръцката националноосвободителна организация Филики Етерия и я ръководи от пролетта на 1820 г.
Ръководи Влашкото въстание в Молдова, което дава началото на гръцката война за независимост от Османската империя. „Филики етерия“ не посяга на привилегиите на молдовските боляри и духовенството и отблъсква молдовските селяни. През юли 1821 г. неговите части са разбити в битката при Драгошани.
Емигрира в Австрийската империя, където е арестуван. Освободен е с посредничеството на руската дипломация (1827). Умира на 31 януари 1828 г. във Виена.